# Charles-Nicolas Favart
Charles-Nicolas Joseph Justin Favart (* 17. März 1749 in Paris; † 1. Februar 1806) war ein französischer Schauspieler und Schriftsteller.
Charles-Nicolas Favart war der Sohn des Schriftstellers Charles-Simon Favart und dessen Ehefrau, der Schauspielerin Marie Duronceray. Seinen ersten künstlerischen Unterricht bekam Favart durch seine Eltern. Mit deren Unterstützung kam er 1779, nach einigen Jahren bei verschiedenen Theatergesellschaften, an die Comédie-Italienne und blieb dort bis 1795.
Nach der französischen Revolution und der Terrorherrschaft kehrte Favart nicht mehr ans Theater zurück, sondern zog sich ins Privatleben zurück.
Der spätere Diplomat Antoine Pierre Favart (1780–1867) war sein Sohn.

## Rollen (Auswahl)
- Le maire – Le tableau parlant (André-Ernest-Modeste Grétry)
- Jacques – Les trois fermiers (Nicolas Dezède)

## Werke (Auswahl)
- Casimir et Virginie.
- Compliment de clôture.
- Compliment de rentrée. 1780.
- Le deménagement d’Arlequin.
- Le départ du seigneur.
- Le diable boiteux.
- Le dialogue des amants heureux.
- La famille réunie.
- L’heureux naufrage.
- Le maison en loterie.
- La mariage singulier. 1787.
- Le prix de sagesse.
- La sagesse humaine. 1790.
- Les trois folies. 1786.